# Aenictus wroughtonii
Aenictus wroughtonii är en myrart som beskrevs av Auguste-Henri Forel 1890. Aenictus wroughtonii ingår i släktet Aenictus och familjen myror. Inga underarter finns listade i Catalogue of Life.